# Samuilovo, Sliven
Samuilovo (în bulgară Самуилово) este un sat în Obștina Sliven, Regiunea Sliven, Bulgaria.

## Demografie
Componența etnică a satului Samuilovo
     Nicio identificare (50,82%)
     Bulgari (41,02%)
     Romi (5,49%)
     Turci (0,14%)
     Altele (2,51%)
La recensământul din 2011, populația satului Samuilovo era de 2.111 locuitori. Nu există o etnie majoritară, locuitorii fiind bulgari (41,02%) și romi (5,49%). Pentru 50,82% din locuitori nu este cunoscută apartenența etnică.